# Noël Liétaer
Noël Liétaer (Neuville-en-Ferrain, 17 novembre 1908 – 22 febbraio 1941) è stato un calciatore francese, di ruolo centrocampista.

## Palmarès

### Club

#### Competizioni nazionali
- Coppa di Francia: 1

Excelsior Roubaix: 1932-1933